# 야마시타 료야
야마시타 료야(일본어: 山下 諒也, 1997년 10월 19일~)는 일본의 축구 선수이다.

## 구단 경력
그는 2020년 J2리그의 도쿄 베르디에 입단했다. 2021년까지 79경기에 출전하여, 15득점을 넣었다. 2022년 요코하마 FC로 이적했다. 2022년 J2리그 준우승으로 J1리그로 승격했다. 2024년 감바 오사카로 이적했다.